# Harry Crookshank, 1. Viscount Crookshank
Henry Frederick Comfort Crookshank, 1. Viscount Crookshank CH, PC (* 27. Mai 1893 in Kairo; † 17. Oktober 1961) war ein britischer Politiker der Conservative Party.

## Biografie

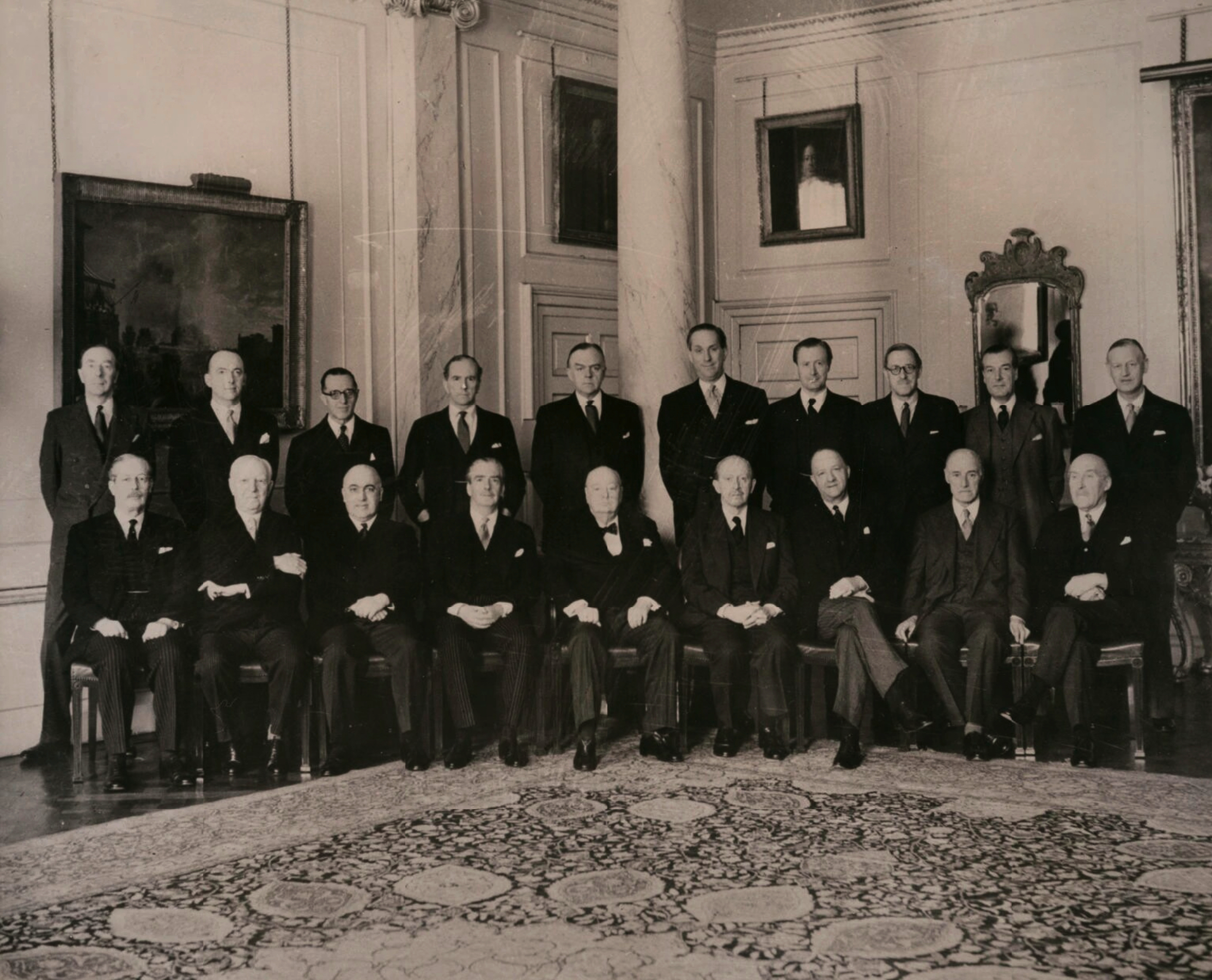
Churchills Kabinett 1955; Crookshank sitzt ganz rechts

Nach dem Schulbesuch am Eton College studierte er am Magdalen College der University of Oxford. Während des Ersten Weltkrieges leistete er Militärdienst in der British Army bei den Grenadier Guards, dem zweitältesten Regiment der Gardedivision (Guards Division). Während eines Kampfeinsatzes wurde Crookshank, der zuletzt Captain war, durch ein Schrapnell so schwer verletzt, dass er die Zeugungsfähigkeit verlor. Nach dem Ende des Krieges trat er 1919 in den diplomatischen Dienst ein.
Seine politische Laufbahn begann Crookshank als Kandidat der Conservative Party, als er 1924 erstmals zum Abgeordneten in das Unterhaus (House of Commons) gewählt wurde und dort bis 1956 den Wahlkreis Gainsborough vertrat.
Zehn Jahre später wurde er von Premierminister Ramsay MacDonald 1934 zum Parlamentarischen Unterstaatssekretär im Innenministerium (Home Office) ernannt, ehe er von 1935 bis 1939 Parlamentarischer Sekretär für Bergwerke in den Regierungen von Stanley Baldwin und Arthur Neville Chamberlain war. Danach ernannte ihn Premierminister Chamberlain 1939 zum Finanzsekretär im Schatzamt (Financial Secretary to the Treasury) und bekleidete diese Funktion auch in der Kriegsregierung von Chamberlains Nachfolger Winston Churchill. Zugleich war er zwischen 1942 und 1945 Generalpostmeister (Postmaster General) und damit erstmals Mitglied des Kabinetts.
Nach dem Sieg der Tories bei den Unterhauswahlen 1951 ernannte ihn Premierminister Churchill zum Gesundheitsminister, ehe er nach einer Kabinettsumbildung zwischen 1952 und dem Ende von Churchills Amtszeit 1955 Lordsiegelbewahrer war. Zugleich war Crookshank von 1951 bis 1955 Vorsitzender der konservativen Mehrheitsfraktion im Unterhaus und damit Leader of the House of Commons.
Nach seinem Ausscheiden aus dem Unterhaus wurde er 1956 als Viscount Crookshank, of Gainsborough in the County of Lincoln, in den erblichen Adelsstand erhoben und somit auch Mitglied im Oberhaus (House of Lords). Nach dem Tode des kinderlosen Crookshank, der auch Mitglied im renommierten Londoner Carlton Club war, erlosch der Adelstitel.